# Pandémie de Covid-19 en Occitanie
Cet article présente la situation en ce qui concerne la pandémie de maladie à coronavirus de 2019-2020 (COVID-19) en Occitanie.

## Statistiques

### Nouveaux cas quotidiens
| Nouveaux cas quotidiens de COVID-19 déclarés en Occitanie                                                              | 0 |  |
| Pour des raisons techniques, il est temporairement impossible d'afficher le graphique qui aurait dû être présenté ici. |   |  |

### Statistiques par départements
| Région/Territoire | Département         | Nombre de         | Nombre de | Nombre de         | Nombre de | Nombre de         | Nombre de |
| Région/Territoire | Département         | Population (2017) | Cas       | Décès au 15 avril | ‰         | Hosp. au 15 avril | ‰         |
| ----------------- | ------------------- | ----------------- | --------- | ----------------- | --------- | ----------------- | --------- |
| Occitanie         | Ariège              | 153 153           | 3 357     | 1                 | 0,01      | 18                | 0,10      |
| Occitanie         | Aude                | 370 260           | 3 357     | 41                | 0,11      | 77                | 0,25      |
| Occitanie         | Aveyron             | 279 206           | 3 357     | 19                | 0,07      | 55                | 0,20      |
| Occitanie         | Gard                | 744 178           | 3 357     | 28                | 0,04      | 105               | 0,12      |
| Occitanie         | Haute-Garonne       | 1 362 672         | 3 357     | 31                | 0,02      | 222               | 0,18      |
| Occitanie         | Gers                | 191 091           | 3 357     | 10                | 0,05      | 31                | 0,16      |
| Occitanie         | Hérault             | 1 144 892         | 3 357     | 88                | 0,08      | 179               | 0,17      |
| Occitanie         | Lot                 | 173 828           | 3 357     | 6                 | 0,03      | 22                | 0,12      |
| Occitanie         | Lozère              | 76 601            | 3 357     | 0                 | 0,00      | 6                 | 0,08      |
| Occitanie         | Hautes-Pyrénées     | 228 530           | 3 357     | 14                | 0,06      | 82                | 0,36      |
| Occitanie         | Pyrénées-Orientales | 474 452           | 3 357     | 23                | 0,05      | 55                | 0,16      |
| Occitanie         | Tarn                | 387 890           | 3 357     | 14                | 0,04      | 42                | 0,12      |
| Occitanie         | Tarn-et-Garonne     | 258 349           | 3 357     | 3                 | 0,01      | 19                | 0,07      |

## Mesures locales

### Hérault
Le 11 mars, le préfet de l'Hérault a décidé la fermeture de tous les établissements scolaires, toutes les crèches et toutes les structures accueillant des enfants de moins de 15 ans, sur le territoire de 16 communes au nord et à l'est de Montpellier.

### Couvre-feu
Les métropoles de Toulouse et de Montpellier font partie des territoires français soumis au couvre-feu décrété par le gouvernement à compter du 17 octobre 2020.

## Seconde vague
En octobre 2020, tous les départements en Occitanie ont dépassé le seuil d’alerte de 50 cas de contamination pour 100 000 habitants. 
Au 16 octobre 2020, Montpellier compte au moins 200 cas pour 100 000 habitants chez les plus de 65 ans.